# Kristallsalongen (friluftsteater)

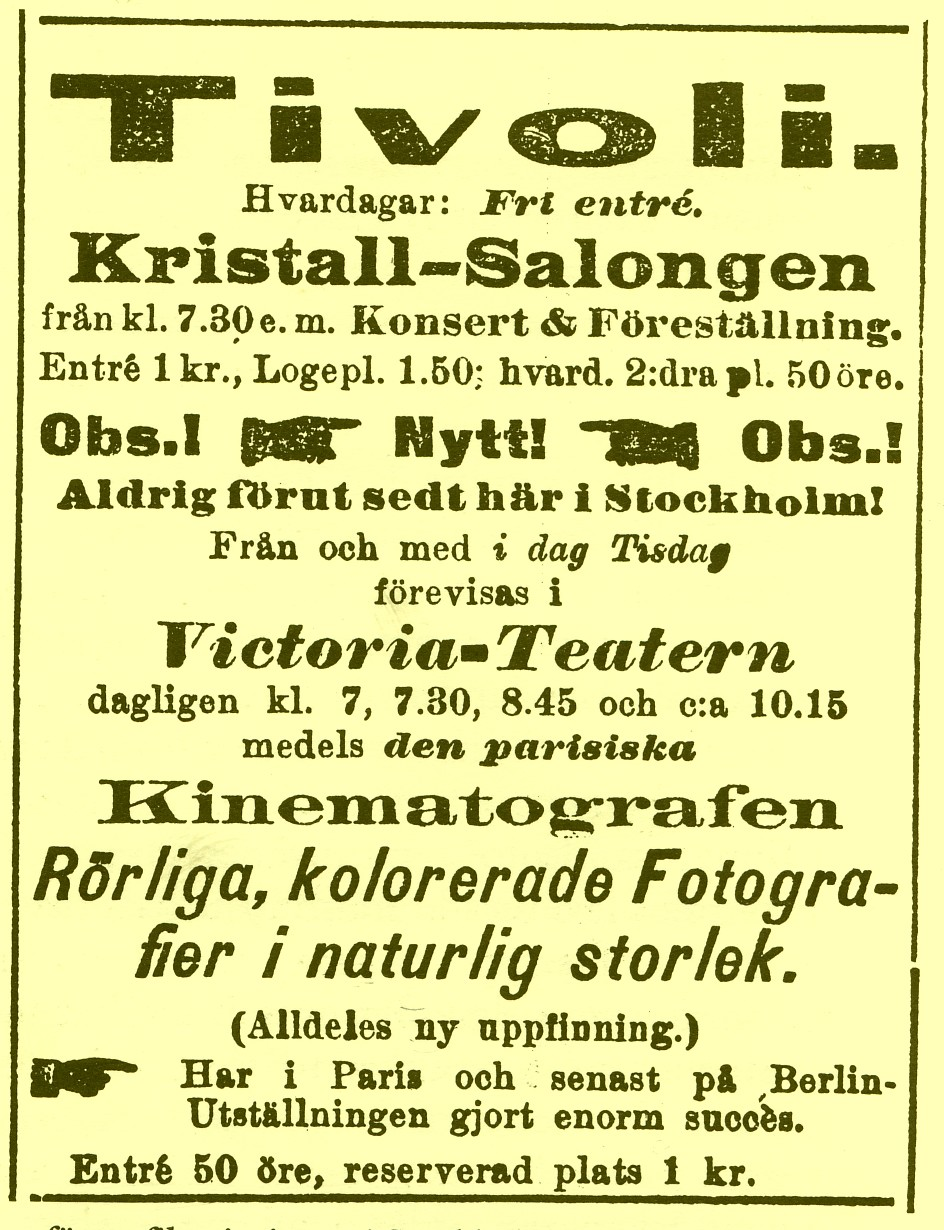
Stockholms första bioannons, Stockholms-Tidningen den 21 juli 1896, samma dag som filmen visades.

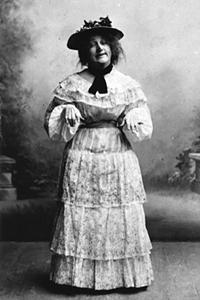
Anna Hofman-Uddgren som Fia Jansson i Emil Norlanders revy Den förgyllda lergöken i Kristallsalongen 1900

Kristallsalongen var en friluftsteater inom Stockholms Tivoli på Djurgården i Stockholm 1892-1924. 
Teatern ritades av arkitekten Rudolf S Enblom vilken hade blivit inspirerad av liknande byggen på Parisutställningen 1889. 
I slutet av 1800-talet överläts Kristallsalongen till Anna Hofman-Uddgren som även gav teaterföreställningar på Victoriateatern, som låg bakom Alhambra. Båda teatrarna blev stora succéer under de närmaste 20 åren.

## Första filmförevisning i Stockholm
Den 21 juli 1896 visade en fransk fotograf Kinematografen med Rörliga kolorerade Fotografier i naturlig storlek i Stockholm. Föreställningen ägde rum på  Kristall-Salongen och Victoria-Teatern i Tivoli på Södra Djurgården. Denna "alldeles nya uppfinning"  betecknades som ett underverk.

## Emil Norlanders revyer
Höjdpunkten för Kristallsalongen blev Emil Norlanders sommarrevyer under 1900-talets första år. 
| ”                                      | I närheten av Novilla står en ek vid vars rot det flödar av skummande pilsner samt brännvinets klara safter. Den Mimersbrunnen flödar så lång sommaren är och ingen dag saknas det folk som begärligt samlas för att njuta av dess brygd. När man sörplat tillräckligt ur vishetsbrunnen ringer en klocka att pausen är slut och så går man in för att höra fortsättningen på Norlanders sommardrama. Platsen är nämligen Kristallsalongen. Här har vi alltså den svenska dramatikens Bayreuth dit landsortsdirektörerna strömma för att i ädel sångartävlan konkurrera om det mästerverk vars melodier några månader efteråt kommer att sjungas i norrländska kolarkojor och på skånska fiskelägen, kanske till och med ett stycke utom landets gränser. Ty Sverige går en för ro skull i spetsen för den skandinaviska kulturen. Lokalen har i ett ögonblick av källarmästarextas döpts till Kristallsalongen och bär tålmodigt sitt namn om ock kristallen synes en smula matt. Men förefaller väggarna något slitna är det måhända de skarpa vitsarnas skuld och är glastaket ramponerat här och där får man väl skylla på de applådåskor som brakat därinne. Ty än gal den förgyllda lergöken sitt glada "kuku" i den stora ekens krona och stockholmarna sviker sällan sin Emil Norlander. | „ |
| – "Hela Stockholm" av Beyron Carlsson, | |   |

Teaterverksamheten upphörde 1924, då byggnaden ombyggdes till danspalats. Den revs några år därefter för att ge plats åt Skansens huvudentré och grunden utgör dammen vid Skansens rulltrappa.

## Uppsättningar
| År   | Produktion                                                                    | Upphovsmän                                                 | Regi             | Noter |
| ---- | ----------------------------------------------------------------------------- | ---------------------------------------------------------- | ---------------- | --- |
| 1905 | Bluff, revy                                                                   | Emil Norlander                                             | John Liander     | |
| 1906 | Hertiginnan af Danviken                                                       | Hasse Z                                                    |                  | |
| 1907 | Den förgyllda lergöken, revy                                                  | Emil Norlander                                             |                  | |
| 1910 | Tre jobbande pojkar, revy                                                     |                                                            |                  | Premiär 1 juli 1910 Stassa Wahlgren, Tyra Leijman-Uppström, Victor Sonnander, Manne Göthson, Jean Claesson, Ludde Gentzel, Nils Hjort Dekor Carl Grabow 58 föreställningar |
| 1911 | Tomtebobarnen                                                                 | Elsa Beskow                                                |                  | Premiär 31 maj 1911 Alma Sjöman 3föreställningar |
| 1911 | Krigarlif, revy                                                               | Emil Norlander                                             | Justus Hagman    | Premiär 1 juni 1911 Otto Sandgren, Emma Rommel, Sigurd Wallén, Justus Hagman, Gösta Ekman, Tor Borong, Tollie Zellman, Eric Lindholm, Gull Haraldsson, Hildur Lundqvist, Elsa Textorius, Hilma Borong, Iris Kihlberg, Jenny Åberg, Lilly Gräber, John Syrén, Sven Peterson, Nils Norsander, Carl Hagman, Agda Helin, Anna Pettersson-Norrie, Karin Böschen, Elsa Dahlqvist, Greta Köhler, Ina Böschen, Greta Almgren, Sven Ingels Dekor Carl Grabow 57 föreställningar |
| 1911 | Högsta vinsten Le 66                                                          | Jacques Offenbach, Auguste Pittaud de Forges och Laurencin |                  | Premiär 26 juni 1911 Anna Gräber 57 föreställningar |
| 1911 | Pippi, revy                                                                   | Otto Hellkvist och Oscar Hemberg                           |                  | Premiär 29 juli 1911 Emma Rommel, Edith Wallén, Carl Hagman, Sigurd Wallén, Tollie Zellman, Tor Borong, Gull Haraldsson 35 föreställningar |
| 1911 | Den förgyllda lergöken, revy                                                  | Emil Norlander                                             |                  | Premiär 2 september 1911 59 föreställningar |
| 1912 | Mamsell Jeanne Mam ' zelle Jeanne                                             | Émile de Najac och Léonce Cohen                            |                  | Premiär 1 juni 1912 103 föreställningar |
| 1912 | Stockholmsgreker, eller Olympen-Stadsgården-Stadion, revy                     | Emil Norlander                                             | Axel Ringvall    | Premiär 1 juni 1912 Dekor Carl Grabow Stassa Wahlgren, Axel Ringvall, Emil Adami, Algot Sandberg, Eric Lindholm 103 föreställningar |
| 1912 | Kovander, Bovander och Co, revy                                               | Emil Norlander                                             |                  | Premiär 14 september 1912 Gästspel av John Lianders sällskap 16 föreställningar |
| 1913 | 33 333                                                                        | Algot Sandberg                                             |                  | Premiär 1 juli 1913 Gästspel av Folkteatern 3 föreställningar |
| 1913 | Sommarflirt                                                                   | Felix Körling                                              |                  | Premiär 1 juni 1913 83 föreställningar |
| 1913 | Tjusiga Magnusson, eller En Venustävlan på Munkbron, revy                     | Emil Norlander                                             | Axel Ringvall    | Premiär 1 juni 1913 Axel Ringvall, Stassa Wahlgren, Tyra Leijman-Uppström 83 föreställningar |
| 1913 | Flickan från Elizondo                                                         | Jacques Offenbach, Léon Battu och Jules Moinaux            |                  | Premiär 23 augusti 1913 38 föreställningar |
| 1913 | Putte, revy                                                                   | Emil Norlander                                             |                  | Premiär 23 augusti 1913 38 föreställningar |
| 1914 | Tio hönor och ingen tupp                                                      |                                                            | Axel Hultman     | Premiär 1 juni 1914 75 föreställningar |
| 1914 | Grevinnan Pettersson, eller Stockholm-Malmö med damernas egen pansarbåt, revy | Emil Norlander                                             | Axel Hultman     | Premiär 1 juni 1914 Axel Hultman, Victor Sonnander, Emil Fjellström, Otto Hagert, Tyra Leijman-Uppström, Alfhild André, Millan Fjellström, Lizzi Sondell Dekor Carl Grabow 75 föreställningar |
| 1914 | Ulla ska' på bal Ulla skal paa Bal                                            | Johan Ludvig Heiberg                                       |                  | Premiär 14 augusti 1914 50 föreställningar |
| 1914 | Den förgyllda lergöken, revy                                                  | Emil Norlander                                             |                  | Premiär 16 augusti 1914 50 föreställningar |
| 1915 | Glada gossar Flotte Bursche                                                   | Franz von Suppé och Joseph Braun Översättning Aron Jonason |                  | Premiär 1 juni 1915 124 föreställningar |
| 1915 | Restaurant Pumpen, eller Tjocka Berthas bröllop, revy                         | Emil Norlander                                             | Emil Adami       | Premiär 1 juni 1915 Juliette Lind, Stina Berg, Mary Gräber, Emil Adami, Eric Lindholm, Eric Zetterman, Helge Karlsson Dekor Carl Grabow, Koreografi Sven Fredriksson 124 föreställningar |
| 1916 | Lotta gråter och Kalle skrattar Jeanne qui pleure et Jean qui rit             | Jacques Offenbach, Charles Nuitter och Étienne Tréfeu      |                  | Premiär 1 juni 1916 Axel Ringvall 115 föreställningar |
| 1916 | Pinetdrottningen, eller Stockholmskannibaler på krigsstråt, revy              | Emil Norlander                                             | Axel Hultman     | Premiär 1 juni 1916 Axel Ringvall, Eric Lindholm, Stina Berg, Mary Gräber, Elna Panduro 115 föreställningar |
| 1917 | Malla, eller Den förälskade skutskepparen, revy                               | Emil Norlander                                             | Axel Hultman     | Premiär 1 juni 1917 Axel Hultman, Stina Berg, Elna Panduro, Otto Hagert, Mary Gräber, Hartwany and Well Dekor Carl Grabow 107 föreställningar |
| 1918 | Filmkungen, eller Klockan 8 börjar revolutionen, revy                         | Emil Norlander                                             | Axel Hultman     | Premiär 1 juni 1918 Axel Hultman, Stina Berg, Mary Gräber, Eugen Nilsson, Juliette Lind, Bror Berger, Martin Mattsson, Ingeborg Nilsson, Birger Sahlberg, Carl Engdahl, Sonja Grobsky, Martin Carlsson, Rut Pedersen, Henny Lundqvist, Gerda Berglund, Inga Clemens, Märta Johansson, Olga Löfgren, Helge Gustafsson, Tilly Olsson 93 föreställningar |
| 1918 | Casanova                                                                      | Paul Lincke                                                | herr Jacobsen    | Premiär 1 september 1918 Christel Holch, Gunnar Steen Gästspel av Casinotheatret 14 föreställningar |
| 1919 | Kör till Kristallen!, revy                                                    |                                                            | Oscar Wennersten | Premiär 1 juni 1919 Kay Whitt, Julia Ewert, Mary Gräber, Alice Réjane, Eric Lindholm, Sigurd Wallén Dekor Carl Grabow 90 föreställningar |
| 1919 | Den förgyllda lergöken, revy                                                  | Emil Norlander                                             |                  | Premiär 1 september 1919 36 föreställningar |
| 1920 | Flickan från U.S.A., revy                                                     | Fred Winter                                                | Oskar Textorius  | Premiär 28 maj 1920 Oskar Textorius, Olga Korolenko, Oda Bach, Anna-Lisa Baude, Tyra Leijman-Uppström, Emy Ågren, Lilly Gräber, Karl Hellgren, Georg Grönroos, John Melin Dekor Carl Grabow 64 föreställningar |
| 1920 | Den förgyllda lergöken, revy                                                  | Emil Norlander                                             |                  | Premiär 1 augusti 1920 46 föreställningar |
| 1921 | På vift, eller Stockholm – Köpenhamn – Paris – Granada, revy                  | Emil Norlander                                             | John Liander     | Premiär 28 maj 1921 Axel Hultman, John Liander, Elna Panduro Dekor Isaac Grünewald 80 föreställningar |
| 1921 | Den förgyllda lergöken, revy                                                  | Emil Norlander                                             | John Liander     | Premiär 16 augusti 1921 15 föreställningar |
| 1922 | Med pukor och trumpeter, revy                                                 | Karl-Ewert                                                 |                  | Premiär 1 juni 1922 Mary Gräber, Eric Lindholm, Maja Cassel, Christian Schröder, Sven Ingels, Edvin Adolphson Dekor Olle Nordmark 92 föreställningar |
| 1923 | Skvallerspegeln, revy                                                         | Karl-Ewert                                                 |                  | Premiär 1 juni 1923 Karl-Ewert, Gustaf Lövås, Mary Gräber, Sven Ingels, Wilhelm Högstedt, Julia Ewert, Edith Hallsten, Annalisa Ericson Dekor Olle Nordmark 94 föreställningar |
| 1924 | Kom som du ä', revy                                                           | Karl-Ewert och Gösta Stevens                               | Nils Johannisson | Premiär 1 juni 1924 Erica Darbow, Elsa Wallin, Eugen Nilsson, Gustaf Lövås, Vilhelm Julinder, Emy Ågren, Kay Reiners Dirigent Harald Mortensen 72 föreställningar |